# Venere capitolina
La Venere capitolina è una scultura in marmo (alta 193 cm), copia romana di un originale greco del II secolo a.C. conservata nei Musei Capitolini di Roma.

## Storia e descrizione
La statua, una Venus pudica, si ispira, come le altre varianti del tema, all'Afrodite cnidia di Prassitele, con particolari similitudini con la Venere de' Medici che, sebbene riferibile a un periodo più tardo del prototipo capitolino, è un originale greco.
Del tipo capitolino si conoscono varie copie, tra cui una al Louvre (versione Campana, scoperta ad Anzio), una al British Museum (da Torvaianica), una all'Ermitage e una al museo archeologico di Venafro; una testa, dalla collezione Borghese, è pure al Louvre. Durante la campagna napoleonica in Italia, nel 1797, fu portata a Parigi per volontà del generale Napoleone, insieme alle altre opere prelevate per mezzo del trattato di Tolentino, quali il Bruto capitolino o lo Spinario, nel contesto delle spoliazioni napoleoniche. La statua ritornò, poi, a Roma nel 1815, e fu da quel momento esposta presso i Musei Capitolini, dove è tutt'oggi conservata, grazie all'intervento del Canova, successivamente al Congresso di Vienna. Per fama era pari all'Apollo del Belvedere, alla Venere de' Medici, al Laocoonte, al Discobolo o ai Cavalli di San Marco. Venne restituita durante la Restaurazione col Congresso di Vienna e l'opera del Canova.
L'opera ritrae Venere al bagno, nella posizione pudica. Essa infatti si piega leggermente su se stessa per coprirsi con le mani e le braccia il pube e i seni. Accanto a sé ha un panno appoggiato su un'alta anfora. L'acconciatura è alquanto particolare, coi capelli annodati sia sulla nuca, sia sulla testa, a mo' di fiocco.
Evidente è la ricerca di una resa naturalistica e idealizzata del corpo femminile nudo, che all'epoca aveva messo in secondo piano i significati sacrali legati alla figura della dea nelle rappresentazioni anteriori.